# Bezirk Uster

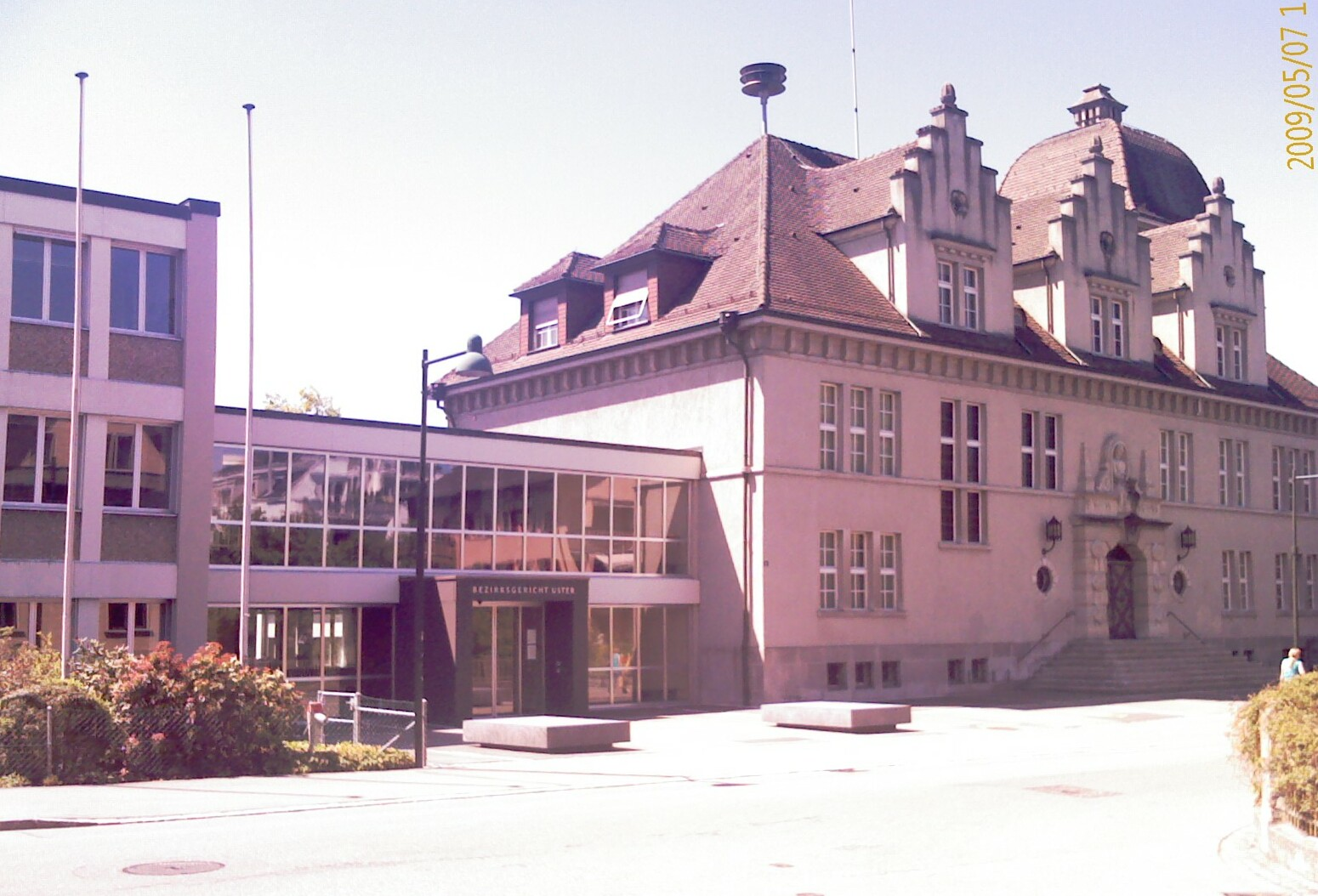
Bezirksgebäude und -Gericht Uster

Der Bezirk Uster ist ein städtisch geprägter Bezirk im Kanton Zürich in der Schweiz, der im Wesentlichen die Gegend um den Greifensee umfasst.

## Politische Gemeinden
| Wappen              | PLZ        | Gemeindename        | Einwohner (31. Dezember 2023) | Fläche in km² | Einwohner pro km² |
| ------------------- | ---------- | ------------------- | ----------------------------- | ------------- | ----------------- |
| Dübendorf           | 8600       | Dübendorf           | 31'506                        | 13,62         | 2313              |
| Egg                 | 8132       | Egg                 | 8816                          | 14,53         | 607               |
| Fällanden           | 8117       | Fällanden           | 9583                          | 6,38          | 1502              |
| Greifensee          | 8606       | Greifensee          | 5394                          | 2,31          | 2335              |
| Maur                | 8124       | Maur                | 10'919                        | 14,77         | 739               |
| Mönchaltorf         | 8617       | Mönchaltorf         | 4237                          | 7,59          | 558               |
| Schwerzenbach       | 8603       | Schwerzenbach       | 5172                          | 2,65          | 1952              |
| Uster               | 8610       | Uster               | 36'352                        | 28,49         | 1276              |
| Volketswil          | 8604       | Volketswil          | 19'723                        | 14,04         | 1405              |
| Wangen-Brüttisellen | 8306       | Wangen-Brüttisellen | 8212                          | 7,92          | 1037              |
| Total (10)          | Total (10) | Total (10)          | 139'914                       | 112,30        | 1246              |

## Veränderungen im Gemeindebestand

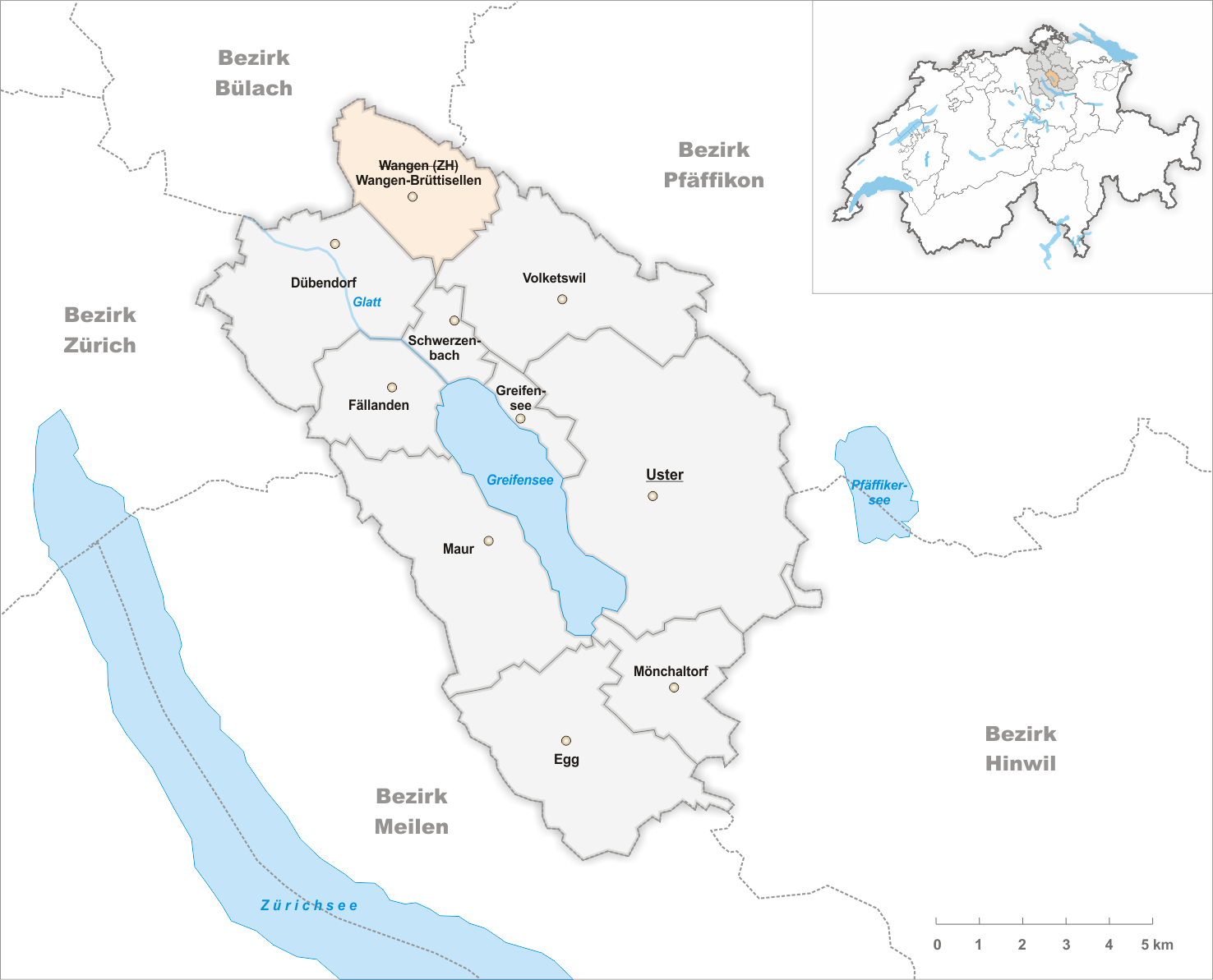
Gemeinden bis 1975

- 1976: Namensänderung Wangen (ZH) →  Wangen-Brüttisellen

## Zivilgemeinden
Bis zu ihrer Auflösung Ende 2009 bestand noch folgende Zivilgemeinde:
- Brüttisellen (politische Gemeinde Wangen-Brüttisellen)

## Ortschaften
| PLZ  | Name der Ortschaft | Gemeinde            |
| ---- | ------------------ | ------------------- |
|      | Geeren             | Dübendorf           |
|      | Gfenn              | Dübendorf           |
| 8044 | Gockhausen         | Dübendorf           |
|      | Hermikon           | Dübendorf           |
|      | Stettbach          | Dübendorf           |
| 8133 | Esslingen          | Egg                 |
| 8132 | Hinteregg          | Egg                 |
|      | Vollikon           | Egg                 |
| 8121 | Benglen            | Fällanden           |
| 8118 | Pfaffhausen        | Fällanden           |
|      | Aesch bei Maur     | Maur                |
| 8122 | Binz               | Maur                |
| 8123 | Ebmatingen         | Maur                |
| 8127 | Forch              | Maur Küsnacht       |
|      | Scheuren           | Maur                |
|      | Stuhlen            | Maur                |
|      | Uessikon           | Maur                |
| 8615 | Freudwil           | Uster               |
| 8606 | Nänikon            | Uster               |
| 8612 | Niederuster        | Uster               |
|      | Nossikon           | Uster               |
|      | Oberuster          | Uster               |
| 8616 | Riedikon           | Uster               |
| 8614 | Sulzbach           | Uster               |
| 8615 | Wermatswil         | Uster               |
|      | Werrikon           | Uster               |
|      | Winikon bei Uster  | Uster               |
| 8605 | Gutenswil          | Volketswil          |
| 8604 | Hegnau             | Volketswil          |
|      | Kindhausen         | Volketswil          |
|      | Zimikon            | Volketswil          |
| 8306 | Brüttisellen       | Wangen-Brüttisellen |
| 8602 | Wangen             | Wangen-Brüttisellen |